# 張表臣
張表臣（?—?），字正民，單父（今山東單縣南）人。
徽宗宣和時期曾任宋城地方官。紹興中期任通判常州。官至司農丞。著有《珊瑚鉤詩話》。事蹟見《宋詩紀事》卷四六。